# Agustín Creevy
Agustín Creevy (* 15. März 1985 in La Plata) ist ein argentinischer Rugby-Union-Spieler. Er spielt auf der Position des Haklers für den englischen Verein Sale Sharks und die argentinische Nationalmannschaft. Zu Beginn seiner Karriere wurde er als Flügelstürmer eingesetzt. Er ist der erste Spieler, der 100 Test Matches für Argentinien absolviert hat.

## Biografie

### Vereinskarriere
Creevy begann beim Club San Luis in der Stadt La Plata mit dem Rugbyspielen, wobei er zunächst die Position des Flügelstürmers innehatte. 2007 unterschrieb er seinen ersten Profivertrag beim französischen Verein Biarritz Olympique in der höchsten Liga Top 14. In seiner ersten Saison spielte er nur wenig und in seiner zweiten Saison stand er nur gerade 20 Minuten auf dem Platz, nachdem er sich eine Schulterverletzung zugezogen hatte. Auf Vorschlag von Nationaltrainer Santiago Phelan wechselte er auf die Position des Haklers. Um sich daran zu gewöhnen, bat Creevy um Auflösung seines Vertrags und war daraufhin für das Team Pampas XV tätig. Im Oktober 2010 wurde er von der ASM Clermont Auvergne als Ergänzungsspieler verpflichtet. Während seines Aufenthalts in Clermont-Ferrand erhielt er jedoch kaum Einsatzzeit, weshalb er bereits nach drei Monaten zu den Pampas XV zurückkehrte, mit denen er am südafrikanischen Vodacom Cup teilnahm und diesen auch gewann.
2011 unterschrieb Creevy erneut in Frankreich, diesmal bei Montpellier Hérault Rugby. Er erwarb sich einen Ruf als beweglicher Hakler mit überdurchschnittlich guten Fähigkeiten in der Handhabung des Balls. Wegen seines herausragenden Passspiels nannten ihn die Montpellier-Fans „Sonny Bill“, in Anlehnung an den Neuseeländer Sonny Bill Williams. Nach zwei Saisons erfolgte 2013 der Wechsel nach England zu den Worcester Warriors. Dort blieb Creevy erneut zwei Saisons lang und verhalf dem Team 2015 zum Aufstieg in die Premiership. 2016 zog es ihn zurück nach Argentinien, um für die Jaguares, ein neu gegründetes Franchise in der internationalen Liga Super Rugby, zu spielen. Die erfolgreichste Saison hatten sie 2019, als sie bis ins Finale vorstießen, dieses aber gegen die Crusaders verloren; Creevy stand in der Startformation und wurde in der zweiten Halbzeit ausgewechselt.
Nach dem pandemiebedingten Abbruch der Super-Rugby-Saison 2020 verließ Creevy die Jaguares und ging erneut nach England, wo er von den London Irish verpflichtet wurde. Kurz nachdem sein Verein im Juni 2023 Insolvenz anmelden musste, erhielt er für die Saison 2023/24 einen neuen Vertrag bei den Sale Sharks.

### Nationalmannschaft

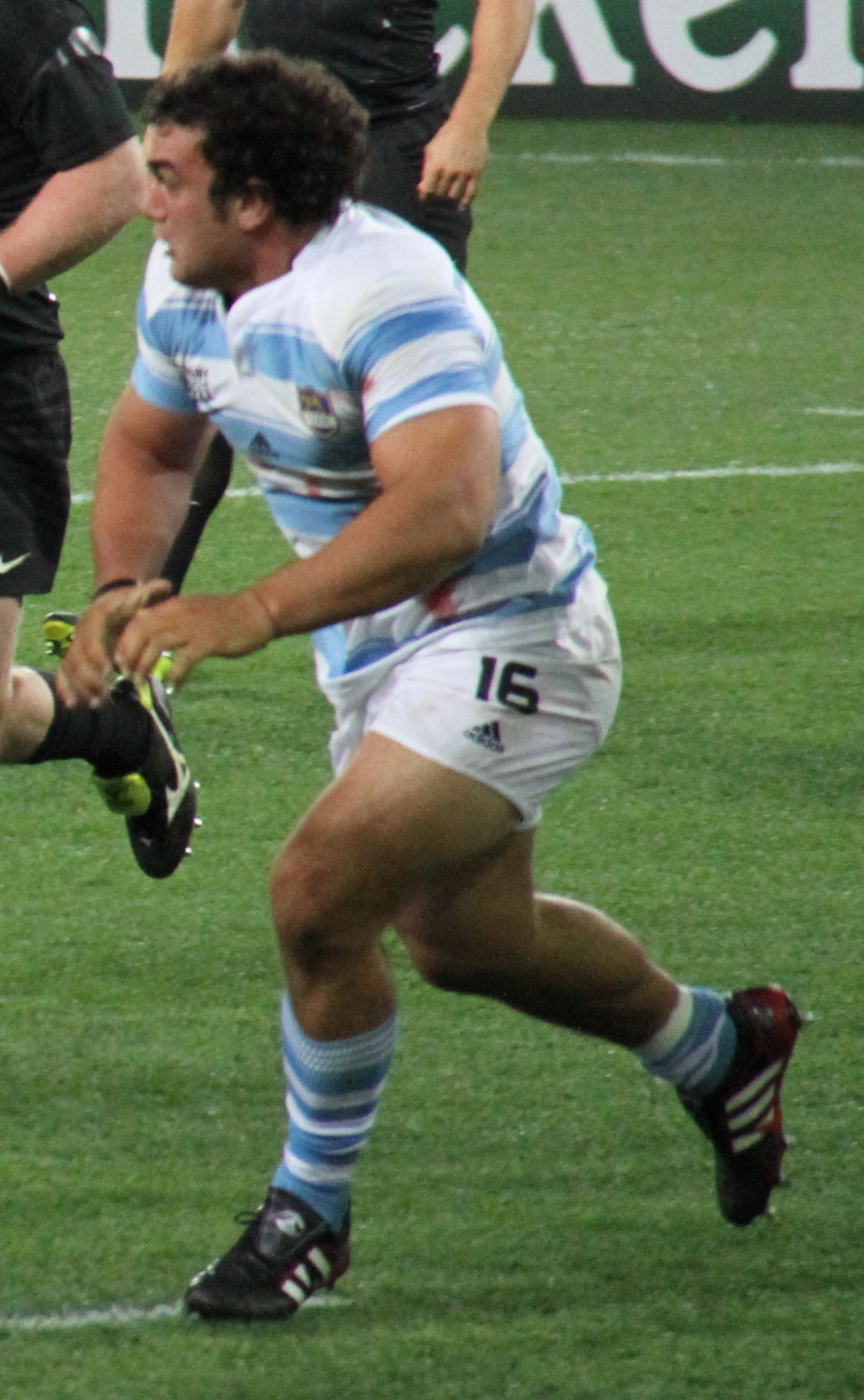
Agustín Creevy bei der WM 2011

Am 23. April 2005 bestritt Creevy sein erstes Test Match für die Pumas, die argentinische Nationalmannschaft, als Einwechselspieler beim 68:36-Heimsieg gegen Japan. Nachdem er 2009 mit der Reservenationalmannschaft am Churchill Cup teilgenommen hatte, etablierte er sich bei den Pumas als Ergänzung zu Mario Ledesma. Er nahm an der Weltmeisterschaft 2011 teil, an der er in den Gruppenspielen gegen England, Rumänien, Schottland und Georgien sowie im Viertelfinale gegen Neuseeland jeweils in der zweiten Halbzeit zum Einsatz kam. Aufgrund des Rücktritts von Ledesma stieg er daraufhin zum Stammspieler auf der Hakler-Position auf.
Ab 2012 nahm Creevy mit den Pumas jährlich an der Rugby Championship teil, wobei er sein Team von 2014 bis 2018 als Kapitän anführte. Insgesamt hatte er 51 Einsätze als Mannschaftskapitän der Nationalmannschaft, soviele wie sonst kein Argentinier. Bei der Weltmeisterschaft 2015 trat er in der Gruppenphase gegen Neuseeland, Georgien, Tonga und Namibia an, im Viertelfinale gegen Irland, im Halbfinale gegen Australien; das Spiel um Platz drei gegen Südafrika verpasste er wegen einer Muskelzerrung. Bei der Weltmeisterschaft 2019 bestritt er die Gruppenspiele gegen Frankreich, Tonga, England und die USA. 2020 erhielt Creevy den Premio Konex als einer der fünf besten Rugbyspieler Argentiniens des vergangenen Jahrzehnts. Am 5. August 2023 bestritt er gegen Südafrika sein 100. Test Match; er ist somit der erste Argentinier überhaupt, der diese Marke erreichte.

## Erfolge
Pampas XV:
- Sieger Vodacom Cup: 2011

Worcester Warriors:
- Sieger RFU Championship: 2015

Jaguares:
- Meisterschaftsfinalist Super Rugby: 2019